# Daisuke Oku
Daisuke Oku ou 奥大介 (Amagasaki, 7 de fevereiro de 1976 - Miyakojima, 17 de Outubro de 2014) foi um futebolista profissional japonês, foi meio-campista.

## Carreira
Oku integrou a Seleção Japonesa de Futebol na Copa América de 1999.

## Falecimento
Morreu em um acidente de carro em Miyakojima, Okinawa em 17 outubro de 2014.

## Títulos
Yokohama F. Marinos
- J-League: 2003 e 2004

Japão
- Copa da Ásia: 2000